# Отдых-пауза
«Отдых-пауза» в бодибилдинге — метод односетовых тренировок, технический приём Джо Уайдера — канадо-американского тренера, основателя международной федерации бодибилдеров (англ. International Federaion of BodyBuilders, IFBB) и конкурса «Мистер Олимпия».
Этот метод более подходит для базовых упражнений и означает выполнение упражнения с таким максимальным весом, с которым можно выполнить лишь 2—3 повторения; в многоповторном режиме атлет делает паузу между микросериями c 2—3 повторениями, но не прекращает упражнение и не сходит с места, пока не закончит полный сет (подход) и не сможет выполнить хотя бы одного технически верного повторения, после чего упражнение считается[кем?] завершённым.
«Отдых-пауза» — лучший из возможных приёмов приближения мышечного «отказа». Пропагандой его активно занимался американский бодибилдер Майк Ментцер, большой любитель работы с субмаксимальными весами.

## Вариантность
Выделяют следующие варианты метода «отдых-пауза»:
- классический — вес отягощения подбирается такой, с которым возможно выполнить 3-5 повторений и выполняется «сингл», пауза 10-15 секунд, затем следующее повторение «сингла», и так 6-8 раз;
- бесконечный дроп-сет — вес отягощения подбирается такой, с которым возможно выполнить 3-1 повторений и выполняется «сингл», пауза 10-15 секунд, затем вес снижается на 5-10 % и следующее повторение «сингла», и так 6-8 раз.

## Техника выполнения
Техника выполнения, например, в жиме лёжа. После выполнения 2-3-х повторов штанга кладётся на стойки, затем следует отдых 30-45 секунд и выполняется ещё 2-3 повтора, затем отдых 45-60 секунд и выполняется ещё пара таких подходов, затем отдых 60-90 секунд и выполняются заключительные 1-3 повторения. Получается один полный сет с 7-10 повторениями с субмаксимальным весом. Такой резкий скачок нагрузки непривычен мышце, как и её новый режим, что провоцирует мышцы снова расти после постепенного спада тренирующегося атлета, который наступает примерно через полгода тренировок.

### Особенности
Глубина мышечного роста зависит от двух факторов:
- общий объём работы, выполненный за тренировку, т.е. совокупный «тоннаж» всех повторений во всех упражнениях;
- интенсивность упражнений или удельный процент повторений в них, выполненных с максимальным весом.

Выполняя разовые повторения, пусть даже с максимальным весом, не получится накачать мускулатуру как у Арнольда Шварценеггера или Ханей. Однако простое увеличение веса штанги или гантелей даёт отдачу только первые 4-6 месяцев тренировок бодибилдингом.
Опытные атлеты используют и более интенсивную форму принципа «отдых-пауза» на поздних этапах карьеры для дальнейшего увеличения массы и, в отдельных случаях, как средство против «застоя» — эффекта «плато» — в сочетании с другими принципами: «обратной пирамидой», «читингом», «негативами» и т.д.

## Отдых
Продолжительность отдыха научно обоснована и базируется на экспериментальных данных вывода из работающей мышцы продуктов белкового распада, поэтому схему данного принципа менять не следует, так же не рекомендуется на одной тренировке одновременно «прокачивать» больше двух групп мышц и тренироваться по этому принципу более раза в неделю и дольше месяца.

## Безопасность
Метод исключительно травмоопасный, без страховки или помощи партнёра им пользоваться нельзя. Этот метод совершенно не подойдет людям с преобладанием медленносокращающихся волокон, т.е. всем начинающим атлетам.
Данный метод силовых тренировок применяется в основном опытными атлетами, поскольку у новичков ни сердечно-сосудистая система, ни костно-связочный аппарат ещё не приспособлены к разовым максимальным и субмаксимальным повторениям, а также слабая нервно-координационная связь (контроль движения веса) и попытки форсировать тренировки могут неизбежно привести к травмам.